# ISO/CEI 26300
La norme ISO/CEI 26300, dont la première version est publiée en 2006, fixe un format de document ouvert pour les applications de bureau (OpenDocument).
Le format OpenDocument fait l'objet de la norme ISO 26300 depuis le 30 novembre 2006 (ISO/IEC 26300:2006). Elle reçoit deux correctifs, en 2010 (ISO/IEC 26300:2006/Cor 1:2010) et 2011 (ISO/IEC 26300:2006/Cor 1:2011).
Le format Open Document avait déjà obtenu en 2005 la norme OASIS. Ce format Open Source est utilisé par Apache OpenOffice, LibreOffice et KOffice. C'est une alternative pérenne aux formats bureautiques propriétaires de certaines suites office du marché. Utiliser ce format pour stocker des documents bureautiques apporte une pérennité dans le temps et donc une sécurité sur le cycle de vie du document.
En janvier 2012 la version 1.1 de l'OpenDocument, qui avait été approuvée par l'OASIS en février 2007, devient un standard ISO sous la forme d'un amendement (ISO/IEC 26300:2006/Amd 1:2012).
En juillet 2015, la norme est mise à jour (ISO/CEI 26300-2:2015) pour standardiser la version 1.2 de l'OpenDocument (la version 1.2 avait été approuvée par l'OASIS le 17 mars 2011).
Programmes compatibles, interopérables :
- Apache OpenOffice et LibreOffice
- Collabora Online
- IBM Lotus Symphony,
- KOffice et Calligra Suite
- GNOME Office et ses outils comme Abiword et Gnumeric, ODT (OpenDocument Text) uniquement.
- NeoOffice,
- Siag Office,
- Microsoft Office, à partir de la version 2007,
- Microsoft WordPad sur la version de Windows 7, ODT (OpenDocument Text) uniquement,
- Google Documents la suite bureautique en ligne de Google.